# エルパーの戦い (1761年)

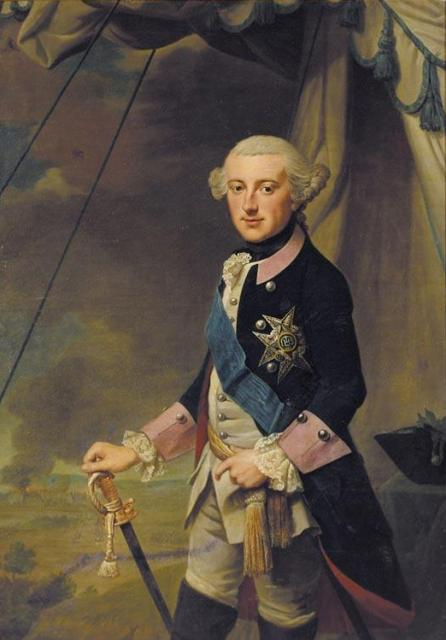
ブラウンシュヴァイク＝ヴォルフェンビュッテル公子フリードリヒ・アウグスト。後にエームス公

エルパーの戦い（エルパーのたたかい、英語: Battle of Ölper）は七年戦争中の1761年10月13日、エルパー（現ブラウンシュヴァイクの区）においてフランス王国とザクセン選帝侯領の連合軍がブラウンシュヴァイク＝ヴォルフェンビュッテル公カール1世の末子フリードリヒ・アウグスト率いる軍勢に敗れた戦闘。

## 戦闘
フランツ・クサーヴァー・フォン・ザクセン率いるフランス・ザクセン連合軍はブラウンシュヴァイク＝ヴォルフェンビュッテル侯領に侵攻し、まず1761年10月8日にヴォルフェンビュッテルを落とし、次に13日に首都ブラウンシュヴァイクを包囲した。ヴァスタン侯爵（仏: Marquis de Vastan）率いるフランス軍、ザクセン軍、王立クロアチア騎兵連隊の分遣隊は敵の増援を防ぐべく守備に就いていた。その夜、フリードリヒ・アウグストとニコラウス・フォン・ルックナー将軍率いる増援はヴァスタン軍を奇襲して敗走させ、増援の歩兵を入城させることに成功した。フランツ・クサーヴァーはそこで砲撃を諦め、包囲を解いた。ヴァスタン自身は重傷を負って捕虜になり、まもなく傷が元で死亡した。彼が率いたヴァスタン連隊の指揮はブイエ侯爵に移った。

## 影響
この小規模な戦闘はフランスとその同盟国がプロイセン王フリードリヒ2世の同盟軍を北ドイツから追い出そうとした一連の試みの1つであり、その前後には1761年7月のフィリングハウゼンの戦いと1762年6月のヴィルヘルムスタールの戦いがあったが、これらの試みは全て失敗した。